# Andropolia epichysis
Andropolia epichysis là một loài bướm đêm trong họ Noctuidae.